# Leprechaun Vallis
La Leprechaun Vallis è una struttura geologica della superficie di Ariel.